# هياء بنت صالح بن ناصر الشاعر
هياء بنت صالح بن ناصر الشاعر، ولدت في العقد الأول من القرن الرابع عشر الهجري، ووالدها هو صالح بن ناصر بن مبارك الشاعر الذي أورد له علي بن محمد الهندي ترجمة باعتباره أحد علماء حائل. وهو من أسرة اشتهرت بطلب العلم ومنهم أخوه عبد الرحمن ابن ناصر.

## نشأتها
نشأت ببيت والدها ومع أخويها عبد الله وعبد المحسن، ووالدتها هي صفية الموسى الخطيب.

## عملها
تلقت هياء تعليمًا على يد والدها مكنها هذا العلم من أن تفتح كتابًا في منزلها في حي لبدة، الذي كان معروفًا في العقد الرابع عشر الهجري بكتاب الخطيبة هياء؛ فكانت تدرس فيه القرآن الكريم، لعدد من الفتيات يتراوح عددهن عادة بين خمس عشرة إلى عشرين، وكانت تدرسهن في الصباح إلى أذان الظهر، وينصرفن عقب ذلك، وكانت تتقاضى في مقابل تعليمها للفتيات أجرًا نقديًا رمزيًا.

## وفاتها
توفيت عام 1347هـ/1928م.